# Lijst van voetbalinterlands Bosnië en Herzegovina - Costa Rica (vrouwen)
Deze lijst van voetbalinterlands is een overzicht van alle officiële voetbalinterlands tussen de nationale vrouwenteams van Bosnië en Herzegovina en Costa Rica. De landen hebben tot nu toe één keer tegen elkaar gespeeld.

## Wedstrijden
| № | Plaats | Datum        | Competitie        | Wedstrijd                          | Uitslag |
| - | ------ | ------------ | ----------------- | ---------------------------------- | ------- |
| 1 | Umag   | 4 maart 2015 | Vriendschappelijk | Costa Rica − Bosnië en Herzegovina | 1 − 0   |

## Samenvatting
| Competitie        | Totaal gespeeld | Winst Bosnië en Herzegovina | Gelijk | Winst Costa Rica | Doelsaldo Bosnië en Herzegovina – Costa Rica |
| ----------------- | --------------- | --------------------------- | ------ | ---------------- | -------------------------------------------- |
| Vriendschappelijk | 1               | 0                           | 0      | 1                | 0 − 1                                        |
| Totaal            | 1               | 0                           | 0      | 1                | 0 − 1                                        |